# Jonida Maliqi
Jonida Maliqi (Tirana, 26 maart 1982) is een Albanese zangeres.

## Biografie
Maliqi begon haar muzikale carrière reeds op dertienjarige leeftijd, door in 1995 deel te nemen aan Festivali i Këngës. In de daarop volgende jaren zou ze meermaals deelnemen aan Albaniës belangrijkste muziekfestival. Bij haar tiende deelname in 2018 wist ze eindelijk met de zegepalm aan de haal te gaan met haar lied Ktheju tökes. Hierdoor mocht ze Albanië vertegenwoordigen op het Eurovisiesongfestival 2019. Ze bereikte de finale en bereikte een 17de plek.
2004: Anjeza Shahini · 
2005: Ledina Çelo · 
2006: Luiz Ejlli · 
2007: Aida & Frederik Ndoci · 
2008: Olta Boka · 
2009: Kejsi Tola · 
2010: Juliana Pasha · 
2011: Aurela Gaçe · 
2012: Rona Nishliu · 
2013: Adrian Lulgjuraj & Bledar Sejko · 
2014: Hersjana Matmuja · 
2015: Elhaida Dani · 
2016: Eneda Tarifa · 
2017: Lindita · 
2018: Eugent Bushpepa · 
2019: Jonida Maliqi · 
2021: Anxhela Peristeri · 
2022: Ronela Hajati · 
2023: Albina & Familja Kelmendi · 
2024: Besa · 
2025: Shkodra Elektronike